# Марк Флеккен
Марк Фле́ккен (нід. Mark Flekken, нар. 13 червня 1993, Керкраде, Нідерланди) — нідерландський футболіст, воротар англійського клубу «Брентфорд» та збірної Нідерландів.

## Клубна кар'єра
Марк Флеккен народився у місті Керкраде у спортивній родині. Його батько, а також молодший брат теж професійно займаються футболом. Свою футбольну кар'єру Флеккен починав в академії клубу «Рода». Але вже у 2009 році він перебрався до сусідньої Німеччини, де приєднався до футбольної школи «Алеманії» з Аахена.
Після зимової перерви Флеккена було переведено до першої команди і 26 січня 2013 року він зіграв першу гру в основі «Алеманії». Влітку 2013 року воротар перейшов до клубу Другої Бундесліги «Гройтер Фюрт». Але основним воротарем там так і не став, за три сезони зігравши в основі лише 25 матчів.
І в літку 2016 року воротар підписав контракт з клубом «Дуйсбург». І вже у серпні того року відзначився забитим голом в кінці матчу проти «Оснабрюка». А в лютому 2018 року Флеккен пропустив гол, коли відвернувся від гри, щоб попити води зі своєї пляшечки.
У травні 2018 року був анонсований перехід воротаря до клубу Бундесліги «Фрайбург». Весь перший сезон Флеккен був дублером Александера Шволова і першу гру в основі зіграв лише у заключному матчі сезону. Після того, як Шволов залишив команду Флеккен пропустив один сезон через травму руки. Повноцінно повернутися у гру він зміг лише у травні 2021 року.
31 травня 2023 року перейшов в клуб англійської Прем'єр-ліги «Брентфорд», а сума трансферу становила 11 млн фунтів.
5 лютого 2024 року в матчі Прем'єр-ліги проти «Манчестер Сіті» став першим воротарем, що віддав результативну передачу в сезоні 2023–24. Також в цій грі він здійснив 12 сейвів і за цим показником повторив воротарський рекорд АПЛ 2017 року.

## Кар'єра в збірній
Восени 2021 року Марк Флеккен викликався на матчі національної збірної Нідерландів. Першу гру в збірній Флеккен провів у березні 2022 року проти команди Данії.